# St. Joseph (Bochum)

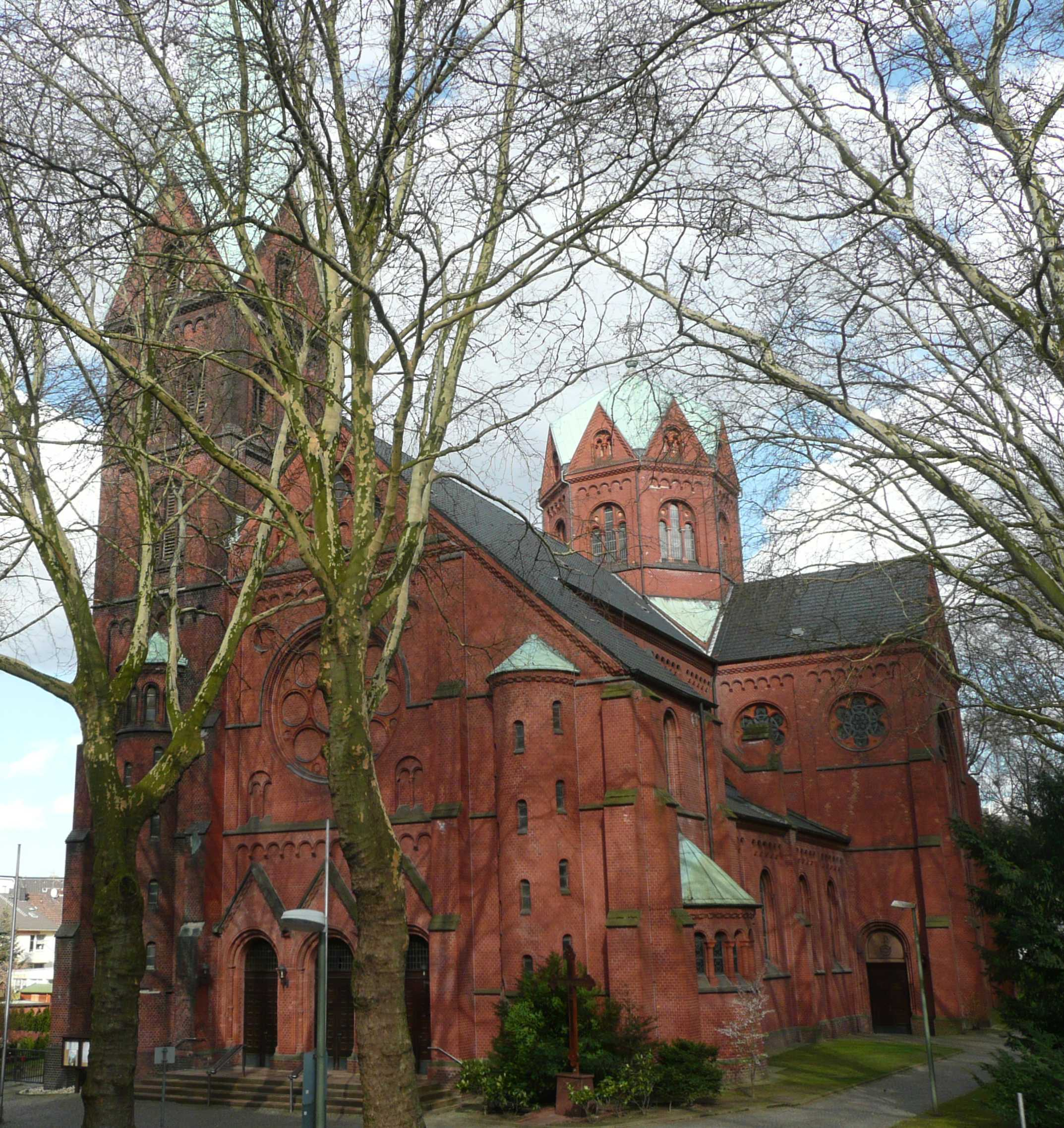
Bochum, St. Joseph, 2010

St. Joseph ist eine römisch-katholische Kirche in der Innenstadt von Bochum. Sie wurde von 1891 bis 1892 errichtet und zählt zum Bistum Essen. Der Architekt Hermann Wielers wählte den neoromanischen Stil. Die vier Stahlglocken (h0–d1–f1–gis1), teils von 1929, wurden vom Bochumer Verein gegossen.
Wielers entwarf auch das nahegelegene Waisenhaus St. Vinzenz, welches im Zweiten Weltkrieg zerstört wurde. Auch die St.-Joseph-Kirche wurde schwer beschädigt. Einer der Kirchtürme wurde nicht wieder aufgebaut.
Die Kirche wird heute von der polnischen Gemeinde genutzt.
Östlich der Kirche befindet sich der Appolonia-Pfaus-Park.